# Garść popiołu
Garść popiołu – tom poetycki Mariana Piechala wydany w 1932.
Tom zawiera trzynastoczęściowy poemat poświęcony chłopskim ofiarom pożaru na zamku Tarnowskich w Dzikowie w 1927. Zginęli oni, ratując zgromadzone w zamku cenne dobra kultury (tzw. zbiory dzikowskie), m.in. rękopis Pana Tadeusza.